# Tzolk'in: Der Maya-Kalender

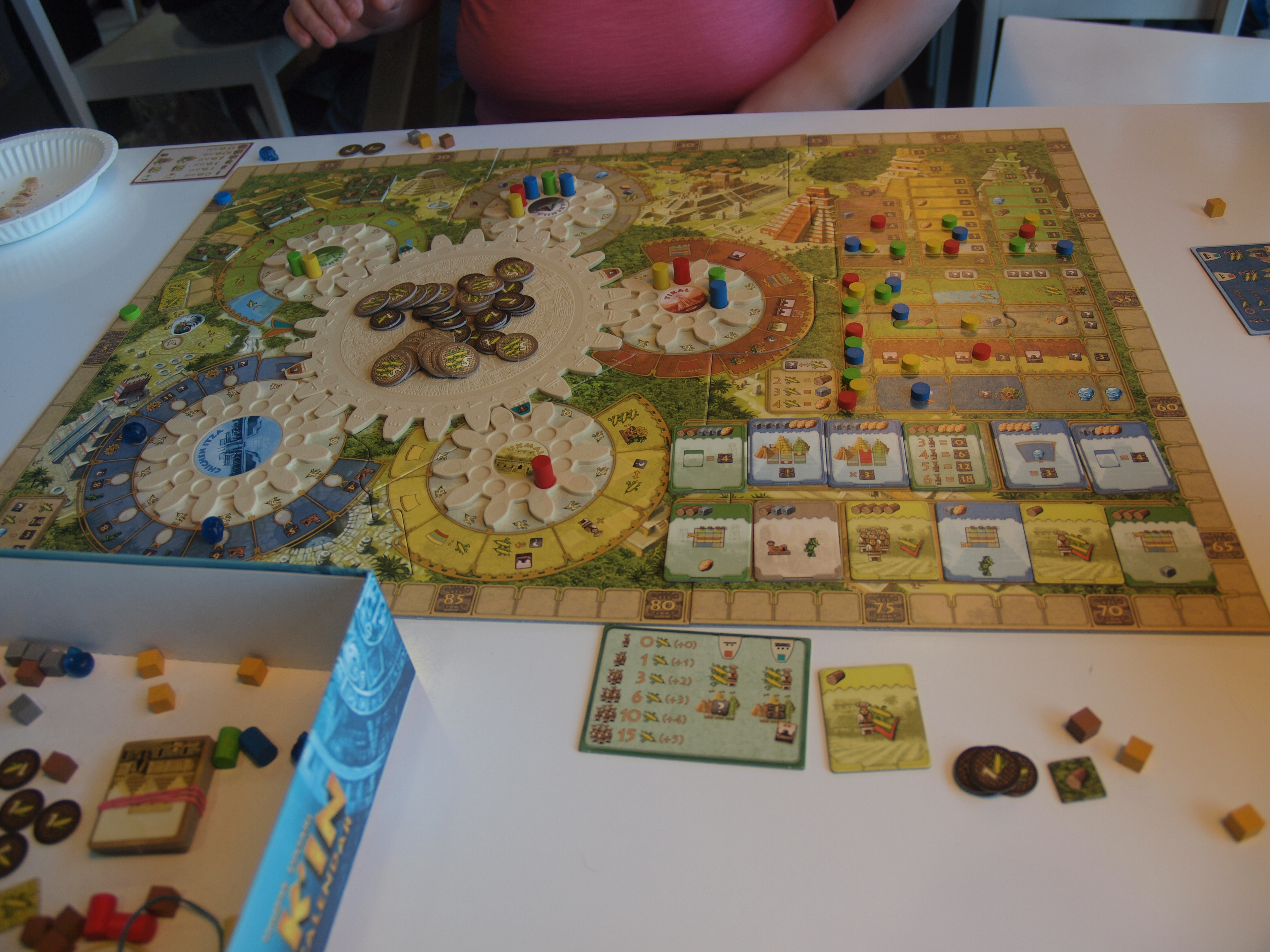
Ansicht des Spielbretts

Tzolk'in: Der Maya-Kalender ist ein Brettspiel aus dem Jahr 2012 für 1 bis 4 Spieler. Autoren sind Simone Luciani und Daniele Tascini, die Gestaltung stammt von Milan Vavroň. In Deutschland erschien es im Heidelberger Spieleverlag. Es wird unter anderem auf Empfehlungsliste für das Kennerspiel des Jahres 2013.